# Kronum

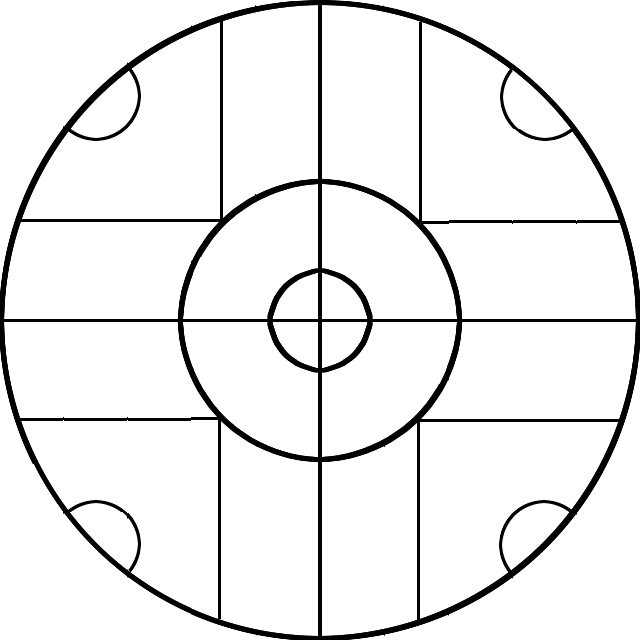
Schemat boiska do gry w kronum.

Kronum – sport wymyślony w 2008 przez Billa Gibsona. Obecnie rozgrywki są organizowane tylko w USA z profesjonalnymi ligami w Filadelfii, ale sport ten zyskuje coraz szerszą rzeszę kibiców w Europie. Twórca tego sportu, Bill Gibson, zdecydował się „wymieszać” w usystematyzowany sposób kilka dyscyplin sportowych: piłkę nożną, koszykówkę i piłkę ręczną. Głównym celem dyscypliny jest stworzenie rewolucji w sporcie, dlatego sloganem Kronum są słowa "Przyłącz się do rewolucji". Ten sport łączy w sobie kilka podstawowych dyscyplin sportowych (piłka nożna, koszykówka, piłka ręczna, rugby itp.), tak aby gracze mogli używać różnych rozwiązań i umiejętności w czasie gry. Strona amerykańskiej ligi kronum również działa jako portal społecznościowy, dzięki któremu fani i sportowcy mogą pozostać w kontakcie.

## Prezentacja
W kronum grają dwa zespoły, każdy z 10 zawodników drużyny jest na boisku przez cały czas. Czterech z nich nazywa się "wedgebacks", pełnią oni rolę bramkarzy (tak jak w piłce nożnej) w fazie obrony. W fazie ataku bramkarze stają się zawodnikami z pola i grają tak, jak reszta drużyny. Zmiany odbywają się na bieżąco, podobnie jak w hokeju. Mecz jest rozgrywany w systemie 3 tercji po 20 minut. Celem gry jest zdobycie jak najwyższej liczby punktów. Punkty liczone są w zależności od miejsca, w którym została podjęta próba strzału na polu (jak np. w koszykówce). Cele, w które należy trafić w czasie gry kronum to pięć największych pierścieni znajdujących się na poprzeczce bramki, które maja średnicę 20 cali (50 cm). Kiedy gracz trafi piłką przez jeden z tych pierścieni ("ring shot"), dostaje bonus w postaci podwojenia wartości punktów (czyli jeżeli strzela ze strefy wartej 2 punkty i trafi w obręcz, zalicza mu się 4 punkty). Kronum to gra kontaktowa podobnie jak rugby, jednak gracz, który jest zbyt agresywnie faulowany może mieć przyznany rzut karny, który wykonuje się z brzegu wedge zone. Przeciętny wynik w meczu kształtuje się w zakresie 60-120 punktów.

## Pole i strefy
Pole składa się z trzech koncentrycznych okręgów. Na zewnętrznym kręgu są cztery bramki, które są dzielone przez dwa zespoły. Z przodu każdego celu jest okrągła goal zone i prostoliniowa wedge zone. Następnie jest flex zone i cross zone (strefa w kształcie krzyża). Pierścień w środku pola nazywany jest prime ring.

## Pozycjonowanie i gra
Gra rozpoczyna się gdy sędzia w głównym pierścieniu odbija piłkę od ziemi wysoko w powietrze. Jeden z zawodników każdej z drużyn jest w tej chwili odpowiedzialny za złapanie piłki i rozpoczęcie gry. Wszyscy z 10 zawodników obu drużyn są upoważnieni do wykorzystania jakiejkolwiek części swojego ciała w celu dryblingu, poza wedge zone, w której używanie rąk jest zabronione. Podobnie jak w koszykówce, gracz może dryblować używając rąk, ale może zrobić tylko dwa kroki z piłką w dłoniach bez dryblingu. To naruszenie zasad nazywa się „krokami”. W czasie trwania akcji jedna drużyna atakuje, a druga broni. Czterech wedgebackers (bramkarze, jak w piłce nożnej) każdego zespołu może dotykać piłki ręką w goal zone. Kiedy jedna drużyna zdobędzie punkt, zawodnik drużyny przeciwnej musi udać się razem z piłką w dłoniach do strefy prime ring, zanim rozpocznie grę.

## Pozycje
Każdy zespół kronum na boisku składa się z 10 graczy, którzy zajmują trzy odrębne stanowiska: wedge backs, ranger i crosser. 
- wedge back: jeden wedge back broni jednej strefę bramki, w czasie gry jest na boisku 4 wedge backów. wedge back broni bramki, gdy druga drużyna jest przy piłce, może też zdobyć nisko punktowany gol, gdy jego drużyna jest w posiadaniu piłki.
- rangers
- crosser

Gra rozgrywa się w szybkim tempie, ponieważ posiadanie piłki zmienia się często, a gracze muszą być w stanie dostosować się do obrony lub ofensywnej pozycji w danym momencie gry.

## Zdobywanie punktów
Wartość gola zależy od pola, z którego strzał został oddany: 
- goal zone = 1 pkt
- wedge zone = 2 pkt
- flex zone = 2 pkt
- cross zone = 4 pkt

Te punkty zostają podwojone, jeśli zawodnik trafi do bramki poprzez ring shot, zamiast normalnego strzału w bramkę poniżej poprzeczki. Jeżeli gracz zdobędzie ring shot z cross zone'u, zdobywa 8 punktów dla swojej drużyny, ten strzał nazywany jest kronum.
Gol zdobyte z rzutu karnego (wykonywane z tzw. wedge point) wart jest 3 punkty, jeżeli zaś gol zdobyto poprzez ring shot, wówczas wart on jest 6 punktów.

## Drużyny
W chwili obecnej liga kronum liczy 7 drużyn, wszystkie z USA:
- Evergreens
- Jet Sets
- Night Owls
- Nimble Jacks
- Throwbacks
- Urban Legends
- Work Horses

Drużyna Nimble Jacks zdobyła Kronum Captain's Cup oraz mistrzostwo w pierwszych trzech sezonach. Czwarty sezon zwyciężyła drużyna Night Owls. 
Istnieją również rekreacyjne ligi amatorskie dla dorosłych, studentów czy uczniów w wieku licealnym (High School).

## Odbiór
Media coraz bardziej interesują się Kronum w USA, o czym świadczą m.in. artykuł w Wired, artykuł w New York Times, czy materiał w  programie ESPN SportNation. Także w Europie, w prasie: Le Monde, La Stampa, oraz w telewizji: hiszpańskiej, włoskiej, czy angielskiej pojawiły się materiały o Kronum.